# Tallon Griekspoor
Tallon Griekspoor (født 2. juli 1996 i Haarlem, Holland) er en professionel tennisspiller fra Holland.